# 다키와키 마쓰다이라가
다키와키 마쓰다이라가(滝脇松平家)는 미카와국 가모 군 다키와키(지금의 아이치현 도요타시) 영지 이름을 딴 가문이다. 세라다 마쓰다이라가 혹은 세라타 마쓰다이라가(世良田松平氏)로도 불린다.
가문의 시조는 마쓰다이라 지카타다(마쓰다이라 종가 당주)의 9남 마쓰다이라 노리키요이다.